# Hubert de Givenchy
Hubert James Marcel Taffin de Givenchy (Beauvais, França, 21 de febrer de 1927 - 10 de març de 2018) fou un comte famós per haver dissenyat bona part del vestuari personal i professional d'Audrey Hepburn, així com roba per a clients com Jacqueline Kennedy. Era conegut pel seu estil modern i femení, amb el qual va guanyar molts clients lleials, i es caracteritzava també per la seva gran elegància en els seus vestits. Givenchy va vendre la seva empresa a LVMH (Louis Vuitton Moët Hennessy) el 1988. Després de 36 anys al capdavant, Givenchy fou succeït per John Galliano, seguit d'Alexander McQueen, Julien McDonald, Ricardo Tisci. Actualment el dissenyador és Matthew M. Williams.

## Biografia
Fill de Lucien Taffin de Givenchy, Marquès de Givenchy, i de la seva esposa, Béatrice ("Sissi") Badin, el dissenyador francès va néixer a Beauvais, Oise. Els orígens de la família Taffin de Givenchy es troben a Venècia, Itàlia (el cognom de la família era Taffini) i van entrar a la noblesa el 1713, data en què el cap de la família va esdevenir el Marquès de Givenchy. Després de la mort del seu pare a causa de la grip el 1930, el dissenyador i el seu germà gran, Jean-Claude de Givenchy, que va heretar el marquesat de la família i es va acabar convertint en el president de Perfums Givenchy, es van criar amb la seva mare i àvia materna, Marguerite Dieterle Badin.
L'avi matern de Givenchy, Jules Badin, havia estat l'amo i director de les històriques fàbriques de gobelins i tapetes Beauvais, de manera que la vena artística corria en la família. El seu besavi matern, Jules Dieterle, va ser també un dissenyador que va col·laborar amb la fàbrica Beauvais, incloent entre les seves col·laboracions una sèrie de 13 dissenys per al Palau Elisi, així com per a l'Òpera de París.
La carrera de Givenchy a la moda s'inicia després de la Fira Mundial de París de 1937. El jove impressionat amb aquesta va decidir que volia treballar en el disseny de modes. Va estudiar al École des Beaux -Arts a París. Un dels seus primers dissenys va ser realitzat pel dissenyador de modes Jacques Fath el 1945, que va conèixer gràcies a les seves connexions. Més tard va dissenyar per a Robert Piguet i Lucien Lelong, treballant al costat de Pierre Balmain, que encara era un desconegut, i Christian Dior. De 1947 a 1951 va treballar amb la visionària Elsa Schiaparelli.
Givenchy obre la seva casa de modes el 1952 a la zona coneguda com a Plaine Monceau a París. La seva primera col·lecció va portar el nom de "Bettina Graziani" en honor de Simone Micheline Bodin, que era la top model parisenca en aquells temps. Als seus inicis es va caracteritzar per la innovació que el distingia d'altres dissenyadors de la seva època. Amb 25 anys era el dissenyador més jove reconegut del món de la moda parisenc. Encara que les seves primeres col·leccions es caracteritzen per l'ús de materials de baixa qualitat, per qüestions financeres, el disseny d'aquestes sempre causava intriga.

## La Casa Givenchy

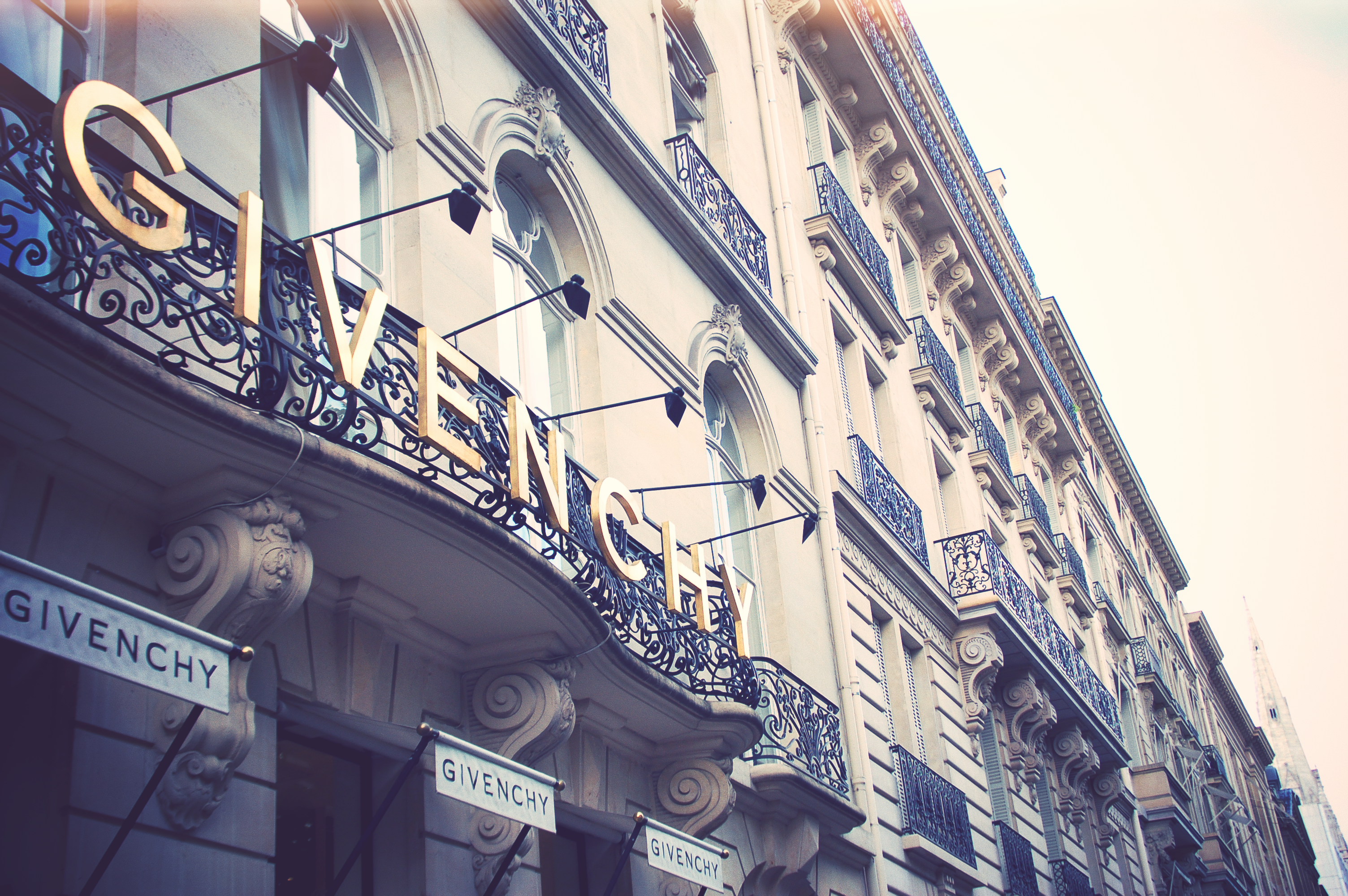
Givenchy house

La marca creada per Givenchy es va dividir el 1981. Veuve Clicquot va prendre possessió de la línia de perfums, mentre la branca de moda es va destinar al catàleg de marques d'alt nivell de LVMH. Actualment LVMH també és propietària de perfums Givenchy. Hubert de Givenchy es va retirar del disseny de la moda el 1995. El seu successor per encapçalar la signatura Givenchy va ser Dominique Sirop, però Bernard Arnault, president de LVMH, va decidir substituir-lo per John Galliano, que va ocupar el càrrec durant un breu període. Alexander McQueen va dissenyar per a la casa durant cinc anys i Juliern Macdonald del 2001 al 2004. Des de llavors les col·leccions de dama de la firma han estat a càrrec de Riccardo Tisci.
Givenchy i Audrey Hepburn es van conèixer el 1953 durant la filmació de Sabrina; des de llavors, va dissenyar gairebé tot el vestuari de les seves pel·lícules. També va desenvolupar la seva primera col·lecció de perfums per a ella, l'Interdit i Le de Givenchy. Entre les clientes famoses de la casa Givenchy hi ha Lauren Bacall, Ingrid Bergman, Maria Callas, Marlene Dietrich, Greta Garbo, Audrey Hepburn, Grace Kelly, la princesa Salimah Aga Khan, Jacqueline Kennedy Onassis, Betsey Cushing Roosevelt Whitney.

## Carrera

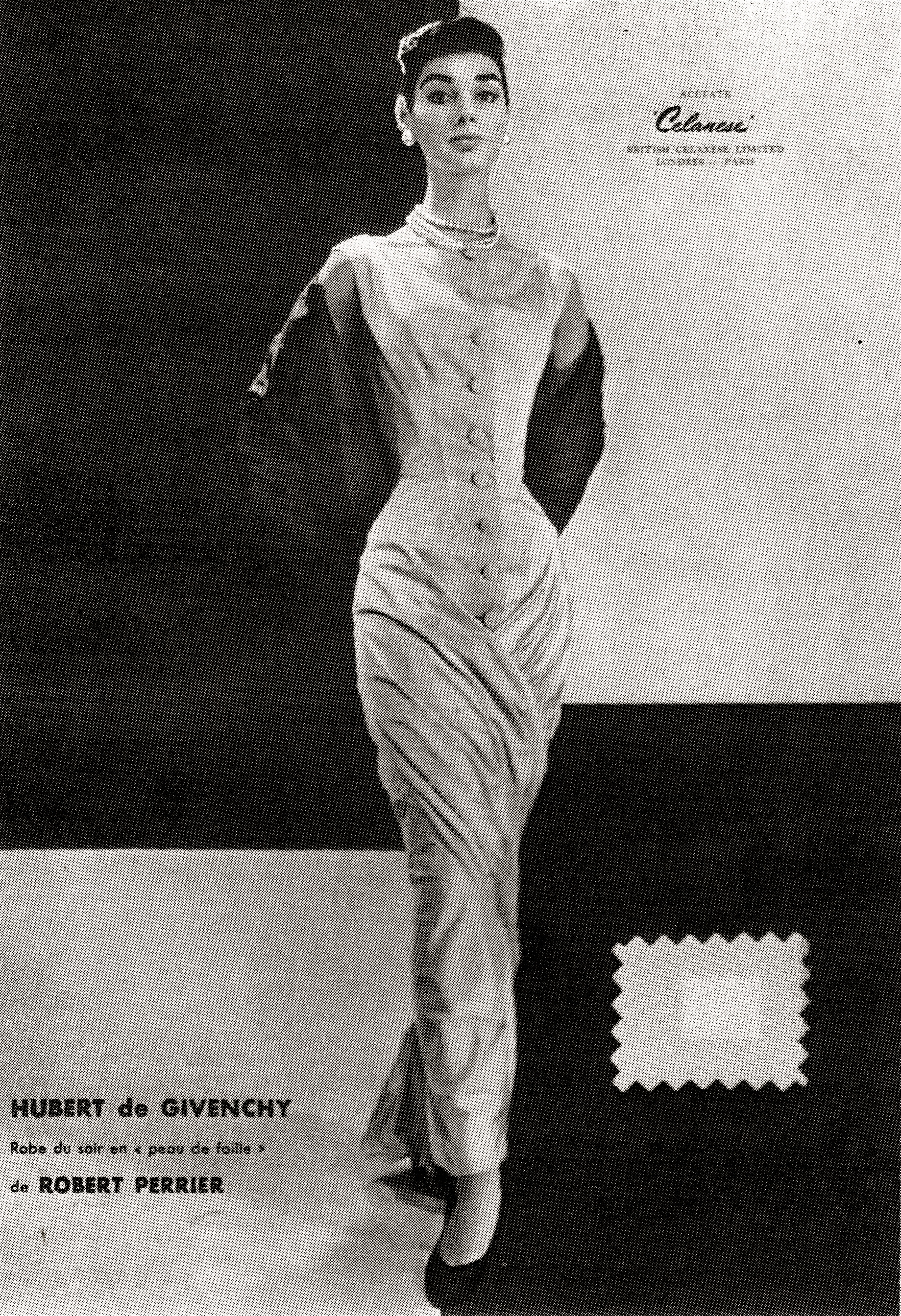
Peau de faille fabric by Robert Perrier for Givenchy – Publicity

Als 86 anys es va retirar però el seu nom sonava cada cop que es parla dels dissenyadors més importants de la història, sobretot en parlar de Balenciaga, de qui era considerat digne successor. A Givenchy sempre li va cridar l'atenció el món de la moda, tant és així que es va desviar del camí que la seva família aristòcrata volien per a ell, el de l'advocacia, i va estudiar Belles Arts a París. Allí va aconseguir el seu primer treball en la indústria de la moda gràcies a Jacques Fath. Després el jove Hubert va treballar al costat d'Elsa Schiaparelli i va conèixer Cristóbal Balenciaga.
Tots dos compartien esbossos i taller i això els va unir molt, convertint Balenciaga en el mentor del jove Hubert quan aquest es va decidir a muntar el seu primer taller a l'Avinguda George V de París, la "Maison Givenchy". Givenchy va començar a agafar fama entre les dones de l'època i el taller s'omplia cada dia mentre a París es començaven a veure cada cop més els seus dissenys. El moment més important de la seva carrera ve gràcies a Audrey Hepburn i Jackie Kennedy. La seva relació amb Audrey va començar quan aquesta anava a rodar "Sabrina" i va ser enviada al dissenyador perquè decidís el seu vestuari en la pel·lícula. Quan li van dir a Givenchy que "Miss Hepburn" venia a veure'l, va creure que es referien a Katharine Hepburn i ho va rebutjar, però en aclarir-li que era Audrey va acceptar. A partir d'aquí entre Audrey i Givenchy es va forjar una gran amistat i el modista va dissenyar per a la diva fins al final dels seus dies. També va ajudar molt a augmentar la fama de Givenchy haver vestit a Jackie Kennedy.
Entre els nombrosos dissenys que va dissenyar per ella, entre els quals el vestit de nit que va portar en el sopar de gala que el president francès va fer al Palau de Versalles en honor d'ella i el seu marit, a més del seu "abric vermell de la sort".
Hubert va esdevenir un dels dissenyadors més prestigiosos del món també gràcies a creacions com el vestit dues peces, el tall globus o la brusa Bettina, confeccionada amb tela de camisa masculina, amb coll obert i mànigues adornades amb brodat anglès. Givenchy va vendre la seva empresa a LVMH (Louis Vuitton Moët Hennessy) el 1988, després de 36 anys de ser el seu propi cap. John Galiano va ser nomenat successor de Givenchy el 1995, seguit d'Alexander McQueen el 1996. Julien MacDonald va esdevenir dissenyador en cap el 2001. Actualment el dissenyador cap de la marca és Ricardo Tisci. Malgrat els canvis que s'hi han fet, la firma manté l'essència que Givenchy li va donar. La recerca de la perfecció de Hubert de Givenchy era conseqüència directa de la seva amistat amb Cristóbal Balenciaga. «Durant 40 anys porto l'abric blanc del seu mentor al final de cada desfilada. Monsieur Balenciaga m'ho va donar», va dir a Vogue el 1991.
La filosofia econòmica de Givenchy el 1952 estava anys per davant del seu temps: 'Tot el que una dona necessita per ser chic és una gavardina, dos vestits, uns pantalons i un jersei de caixmir'. Els seus propis vestits se'ls fan en 'huntsman' de Savile Row, Londres. Vogue el va descriure com 'un dels successos de més rellevància informativa d'aquesta primavera'. L'ovació en la seva estrena va ser sonora, rotunda i llarga'. Les vendes del primer dia van sumar set milions de francs. El 1963 es parlava al mateix temps de Balenciaga i Givenchy. Entre ells, Balenciaga i Givenchy innoven i prediuen, amb una mateixa profunditat de perfecció i clarivident audàcia que no necessiten excessives extravagàncies per ser compreses, va escriure Vogue. Una dècada després, Givenchy estava gaudint dels fruits del seu treball; Vogue va escriure la seva impecable apartament, en què penjava un Picasso: 'L'escenari és superb, però que així és Givenchy. El bell Miró blau penja com un tros d'ondulant cel de juny sobre una sala tan luxós, tan distingit, tan civilitzat, tan brunyit que pràcticament es dona la volta i ronca quan un ho mira'. L'estreta relació de Givenchy amb els seus clients creuava la línia entre discret modista i íntim amic: la Duquessa de Windsor, per a qui va realitzar un vestit i un abric negres per al funeral del seu marit el 1972 amb 48 hores; Audrey Hepburn, a qui Givenchy va vestir durant gairebé 40 anys, després de conèixer-lo quan presentava seva primera col·lecció. Quan Givenchy celebrava els seus 40 anys a la moda, l'octubre de 1991, amb una exposició al Palais Galliera (Musee de la Mode et du Costume, París), naturalment va ser Hepburn, que s'havia transformat d'estrella amb aire de golfillo en ambaixadora d'UNICEF, la qual el va inaugurar.

## Col·leccions
Givenchy era molt conegut pel seu estil modern i femení, amb el qual va guanyar molts clients lleials. Un dels models a seguir per Givenchy era l'actriu nord-americana Audrey Hepburn. I també l'actriu Edith Head. Altres seguidors de Givenchy eren les famílies Guinness, Kennedy i Grimaldi. Actualment, el disseny de Givenchy està en mans de Ricardo Tisci. Les seves col·leccions tenen aires gòtics o del minimalisme de l'era espacial. En el primer cas, els seus vestits són foscos i lànguids. En el segon cas, el blanc predomina en l'escena, sobre la passarel·la.
La roba de Givenchy a través dels anys ha esdevingut la triada per moltes actrius i reconegudes figures de l'espectacle. No hi ha catifa vermella on no hi hagi un vestit d'aquesta firma francesa. Caracteritzat també per la seva gran elegància en els seus vestits i vestits d'home. Té vestits d'història, aquests dissenys que per la importància de qui els lluïa han passat a la història i s'han convertit en peces inoblidables. Audrey Hepburn, Marilyn Monroe, Farrah Fawcett, Bianca Jagger, Jackie Kennedy o Priscilla Presley són alguns dels noms que formen part d'aquesta història, icones d'estil que sempre portarem en la nostra ment.
Tardor-hivern 2010/2011. Estil molt homogeni, faldilles per home, i referències a Jesucrist són una de les tantes opcions que proposa Ricardo Tisci per a aquesta col·lecció Tardor- Hivern. També el segell de Givenchy segueix vigent en tots els models que van desfilar a les passarel·les parisenques: camises blanques i pantalons ajustats amb variants és la tendència. És una de les poques col·leccions més excèntriques i simbòliques que s'han vist en les passarel·les dels últims temps.
Primavera -estiu 2012. L'absència de color és les seves propostes d'alta costura pretén centrar completament l'atenció en els talls i els detalls que esquitxen les peces, en la seva última col·lecció de prêt-à-porter la intenció d'aquesta tònica monocromàtica respon a interessos semblants, encara traslladats a un nivell diferent de creació.
Els talls i les siluetes de la col·lecció presentada a París poden semblar nets i fins i tot minimalistes per moments però, un cop superada la barrera psicològica que imposa el blanc i el cru, es comencen a apreciar els plecs i les corbes que poblen les jaquetes, que busquen incorporar un inusual moviment a les peces. Així mateix, els talls al maluc de les peces, amb peces marcades que separen visualment els dissenys, contribueixen a marcar un ritme femení i detallista en cada un d'ells. Els teixits, ja sigui per l'espessor de la seva trama o pels diferents acabats mat/setinat, també han tingut un paper estel·lar en l'impacte últim de les peces.
Primavera -estiu 2013. Des de les primeres propostes va marcar el ritme del seu propi estil que es pot definir com Gothic Glamour o Gòtic Chic, com es prefereixi. Les creacions de Tisci són fosques i molt desitjables però poc hereten d'això que anomenen l'ADN de la firma. Fins ahir.
Una altra de les coses que se sabia és que la col·lecció estava embastada sobre la dècada dels anys 60-l'esplendor de la casa Givenchy-i que hi havien tingut un cert impacte estètic els hàbits de les monges catòliques. La relació de Riccardo Tisci amb la religió catòlica és una constant en el seu treball i ell parla de la seva educació religiosa i familiar en les seves entrevistes com una part fonamental i decisiva en la seva vida. La tercera va arribar també a través de les xarxes socials : un gegantesc òrgan que havia col·locat enmig de la passarel·la. Riccardo Tisci, Givenchy, religió i un òrgan eclesiàstic es van convertir en les paraules més repetides a Twitter. El color, sí, Riccardo Tisci dissenya en blau empolsat. De fet, encara que la major part de la col·lecció està formada per looks blancs i negres, el que es recordarà d'ella són aquests looks blaus. I per les collarets que tenallaven i feien estar alçats d'una manera gairebé hieràtica els colls de les models. Realment Tisci havia triat elements de la costura de Givenchy,-sobretot en els materials, també en els volants-i els havia passat per les seves alambins dark i havia construït les seves hípers reconeixibles dissenys de diverses capes.
Tardor/Hivern 2012/2013. En aquesta ocasió, el dissenyador reprèn les seves looks de la pre-col·lecció 2012, outfits que combinen l'artesania haute couture amb la dinàmica del carrer i planteja una proposta d'esperit eqüestre basada en les imatges, carregades d'una sexualitat explícita i lipstick rouge-que va prendre el fotògraf Guy Bourdin durant els anys 70.
Així, el vermell més intens destaca en pantalons de cuir amb pinces-dins del menú també hi trobem models Jodhpur-acompanyats per botes de muntar de canya recta. La paleta cromàtica ve marcada pels marrons xocolata, el vermell i el negre amb concessions al verd, el rosa i el taronja en sortides més lleugeres i femenines compostes per lleugers vestits boudoir d'encaix.
Primavera/Estiu 2014 Possiblement de les propostes més interessants de la marca fins ara. Atrevida i extravagant.
Les col·leccions de Givenchy són totalment impredictibles. Ja no parlo de la posada en escena o les seves campanyes, que ja sabem que seran de tot menys discretes i poc cridaneres. Més aviat em refereixo a les peces de la seva col·lecció, normalment difícils de combinar o d'incloure en el nostre fons d'armari però que, per motius que s'escapen al raciocini humà, triomfen desmesuradament en comptades ocasions (l'arxiconegut rottweiler de Givenchy que tanta guerra ha donat).
Amb la seva col·lecció Primavera-Estiu 2014 passa una cosa semblant: peces l'únic escenari d'actuació sembla que és la gran passarel·la però que, no obstant això, tenen pinta de donar molta guerra als front-row d'enguany. Només cal que alguna celebrity s'encapritxi de les seves dessuadores futuristes perquè l'èxit de la signatura estigui assegurat. Aquesta particular concepció de l'art africà i de la inspiració que emana de les dunes per part de Riccardo Tisci, ha estat el leitmotiv de tota la col·lecció i que ha quedat plasmat en les dessuadores, malles, pantalons i camises que ens presenta per a aquesta nova temporada. Temes tecno-tribals en els quals l'expressió més futurista dels estampats contrasta amb les formes més rupestres i tosques en una paleta cromàtica en què els terris i les tonalitats vermelles dominen el conjunt i la finalitat, es va centrar la col·lecció en la juxtaposició entre la ciutat i la natura, així com els colors primaris brillants, patrons d'estil tribal i siluetes urbanes de l'última col·lecció de Tisci.

## Botigues
Nou disseny per a les botigues Givenchy, s'ha fet pública la seva intenció de canviar el concepte de les seves botigues, que s'estrenarà la propera tardor en el seu establiment insígnia de la Rue du Fauburg St Honeré de París. Aquesta és la primera estratègia comercial que porta a terme la casa francesa sota la gestió de la seva presidenta, Marianne Tesler. La decoradora d'origen iranià Índia Mahdavi serà responsable del disseny de l'establiment de la firma a la famosa carrer de la Rive Droite, que servirà com a exemple per a tots els que la firma té a tot el món. Mahdavi ja ha fet treballs d'interiorisme per a algunes grans firmes de moda, com la seu de Joseph a Londres, i l'hotel Townhouse de Miami Beach. Les línies que seguirà el nou disseny de la botiga de Givenchy es van començar a perfilar el passat mes d'abril, quan va ser fitxat com a responsable de disseny de la línia de dona el gal·lès Julien McDonald. Inspirant-se en les cinc dècades d'història de Givenchy, Mahdavi ha buscat una equilibrada combinació de l'elegància francesa i els materials més innovadors. Els detalls abasten des d'uns monòlits de bronze polit i envernissat fins al tradicional logotip de les quatre G. També està previst que es projectin imatges de les desfilades a la paret del fons, i l'exposició de la col·lecció d'alta costura i la nova línia de calçat en un saló dedicat exclusivament a la roba de nit.
Europa, el seu mercat principal. Actualment la xarxa de Givenchy compta amb 20 botigues pròpies i 53 franquiciades. La marca francesa pensa obrir 26 nous punts de venda en ciutats d'Europa com Londres, Roma o Milà- encara no s'ha indicat si arribaria a Madrid o Barcelona, als Estats Units (Nova York, Miami, Las Vegas) i a Àsia (Xina, Japó..). D'aquí a 2015, Givenchy vol que la seva xarxa de botigues pròpies assegurin la meitat dels beneficis. Aquest any, després de diverses noves obertures a Àsia com a Seül, Pequín i Hong Kong, Givenchy ha inaugurat una botiga a la cèlebre Avenue Montaigne en el triangle d'or de París.
Segons WWD, la signatura, que ha donat un gir a les seves col·leccions amb el dissenyador Riccardo Tisci, pensa ara posar l'èmfasi en les línies masculines i en els accessoris. A nivell de mercats, Europa segueix sent el seu mercat principal, representant un 42% del seu volum de negoci, contra 18% a la Xina, 4% al Japó, 14% a Àsia Pacífica, 12% a Amèrica, 7% a l'Orient Mitjà i 3% en altres països.